# Etoloakarnanía prefektúra
Etoloakarnanía (görögül: Αιτωλοακαρνανία) egyike Görögország prefektúráinak az ország nyugati részében, a Jón-tenger partján.
Aitólia és Akarnania történelmi régiók összeolvasztásával hozták létre.
Legnagyobb városa és gazdasági központja Agrínio, fővárosa azonban történelmi okokból Meszolóngi.
Görögország legnagyobb prefektúrája: területe 5460,888 km² (valamivel kisebb, mint a magyar Jász-Nagykun-Szolnok vármegye). Népessége 223 188 (ezzel a 8. helyet foglalja el az 54 prefektúra közt).

## Földrajza

### Elhelyezkedése
Északon az Amvrakiai-öböl választja el Préveza és Árta prefektúráktól (Ártával szárazföldi határa is van), délen pedig a Korinthoszi-öböl a Peloponnészosszal. Az Ambrakiai-öböl alatt alagút közti össze az ártai Prévezavárossal, a Korinthoszi-öblön pedig a Píu-Antirríu híd ível át. Keleti szomszédai Evritanía [északkelet) és Fokída (délkelet) prefektúrák. Északkeleten egy rövid szakaszon szomszédos vele Kardítsza prefektúra is.

### Domborzata
Északi, északkeleti, nyugati és délkeleti részét jórészt hegyek borítják (köztük az Akarnaniai-hegység).
Leghosszabb és legfontosabb folyója az Ahelóosz, amely délkeleten mocsaras deltavidékben ér véget. Második leghosszabb folyója az Evinosz.

## Municípiumai
| Municípium                              | YPES kód | Székhely (ha különböző) | Postai irányítószám |
| --------------------------------------- | -------- | ----------------------- | ------------------- |
| Agrinio                                 | 0202     |                         | 302 00              |
| Aitoliko                                | 0203     |                         |                     |
| Alyzia                                  | 0204     | Kandila                 |                     |
| Amfilochia                              | 0205     |                         |                     |
| Anaktorio                               | 0206     | Vonitsa                 |                     |
| Angelokastro                            | 0201     |                         |                     |
| Antirrio                                | 0207     |                         |                     |
| Apodotia                                | 0208     | Ano Chora               |                     |
| Arakynthos                              | 0209     | Papadates               |                     |
| Astakos                                 | 0210     |                         |                     |
| Chalkeia                                | 0229     | Tríkorfo                |                     |
| Fyteies                                 | 0228     |                         |                     |
| Inachos                                 | 0213     | Néo Chalkiópoulo        |                     |
| Kekropia                                | 0214     | Palairos                |                     |
| Makryneia                               | 0215     | Gavalou                 |                     |
| Medeon                                  | 0216     | Katouna                 |                     |
| Menidi                                  | 0217     |                         |                     |
| Messolonghi also Iera Polis Messolonghi | 0218     | Messolonghi             | f301 00             |
| Naupactus                               | 0219     | Náfpaktos               |                     |
| Neapoli                                 | 0220     | Elaiófyto               |                     |
| Oiniades                                | 0221     | Neochori                |                     |
| Panaitoliko                             | 0222     | Skoutera                |                     |
| Parakampylia                            | 0224     | Ano Agios Vlasios       |                     |
| Paravola                                | 0223     |                         |                     |
| Platanos                                | 0225     |                         |                     |
| Pyllini                                 | 0226     | Simos                   |                     |
| Stratos                                 | 0227     |                         |                     |
| Thermo                                  | 0211     |                         |                     |
| Thestieis                               | 0212     | Kainourgio              |                     |

## Fordítás
- Ez a szócikk részben vagy egészben  az   Aetolia-Acarnania című angol Wikipédia-szócikk ezen változatának fordításán alapul.  Az eredeti cikk szerkesztőit annak laptörténete sorolja fel. Ez a jelzés csupán a megfogalmazás eredetét és a szerzői jogokat jelzi, nem szolgál a cikkben szereplő információk forrásmegjelöléseként.

## Külső hivatkozások
- Hivatalos honlapja (görögül) Archiválva 2014. június 27-i dátummal a Wayback Machine-ben
- culture.gr on Aitoloakarnania
- Structurae on Aitoloakarnania
- Society of Agrinio’s Youth and Students in Athens
- Katafigio Nafpaktias(Mountainous Nafpaktia)
- Katafygion Nafpaktias